# Гайдай Прокіп Дем'янович
Прокіп Демянович Гайдай (14 квітня 1883 — † ?) — підполковник Армії УНР.

## Біографія
Народився у с. Красне Балтського повіту Подільської губернії. Брав участь у Першій світовій війні. Останнє звання у російській армії — підпоручик.
У 1919 р. — командир 8-ї сотні 3-го Сірожупанного полку Дієвої армії УНР. Учасник Першого Зимового походу.
З 20.07.1920 р — командир 11-го куреня 4-ї Сірожупанної бригади 2-ї Волинської дивізії Армії УНР.
13 квітня 1920 р. — був поранений під час бою у ліву ногу.
У 1921 р — старшина штабу 4-ї Сірожупанної бригади 2-ї Волинської дивізії Армії УНР.
У 1920—30-х рр. жив на еміграції у Польщі. Подальша доля невідома.